# Purnama Pandiangan
Purnama Pandiangan, född 12 oktober 1968, är en indonesisk bågskytt. Hon deltog vid olympiska sommarspelen 1992.